# Ильинская часовня (Большой Халуй)
Ильинская часовня — православная часовня в деревне Большой Халуй Каргопольского района Архангельской области.
Часовня стоит на пересечении улицы, идущей вдоль берега реки, и дороги на Кенозеро. Таким образом, два шатра часовни замыкают перспективу в деревне с четырех сторон

## Архитектура
Крупная деревянная часовня на подклете, обшитая тесом, вероятно, сооружённая в XVIII веке. Прямоугольный сруб завершён шатром на восьмерике, над крыльцом поставлена шатровая звонница. Поддерживается в порядке. Внутри сохранилось расписное небо.